# Il ciabattino medico e la morte
Il ciabattino medico e la morte è un'opera in tre atti di Giuseppe Curci, su libretto di Giuseppe Checcherini. La prima rappresentazione ebbe luogo al Teatro Nuovo di Napoli nell'autunno del 1832.

## Trama
Il soggetto, poi ripreso nella più recente e celebre Crispino e la comare dei fratelli Ricci, ha luogo in un colorito borgo nei pressi di Napoli. Qui Crespino, un ciabattino spiantato, conduce la propria vita tartassato dai creditori e dal biasimo che hanno per lui la moglie Paolina, la sorella Luisella e soprattutto l'impertinente madre Fabiana (interpretata da un basso en travesti; quando un giorno una sua compaesana, Donna Giusta, gli si palesa quale la comare morte, la sua vita cambia, dato che con l'aiuto di questa riesce a prevedere la morte o la guarigione delle persone, in barba al medico Don Eustachio, allo speziale Don Asdrubale ed anche al sedicente dottore miracoloso Don Mirabolano. Così pian piano diviene celebre, prevedendo fra l'altro la morte di Don Alfonso, avaro e crudele tutore che teneva prigioniero la sua pupilla Eugenia, permettendo a questa di congiungersi sol proprio amato, il Tenente Enrico. Alla fine, però, Crespino diventa sempre più arrogante, e inizia a trattar male tutti i suoi familiari; solo la minaccia della comare morte di farlo morire lo riconduce sulla retta via, promettendo a tutti di comportarsi d'ora in poi da marito, fratello e figlio esemplare.

## Struttura musicale
- Sinfonia

### Epoca prima

#### Atto I
- N. 1 - Introduzione Chesta vita mmalorata (Luisella, Crespino, Paolina, Aniello, Giacobbe, Coro)
- N. 2 - Cavatina Ah perché mi trema il core (Tenente)
- N. 3 - Quartetto Soccomba pure al fato (Alfonso, Mirabolano, Eustachio, Enrico)
- N. 4 - Duetto Chi mme mpara na morte doce doce (Crespino, Comare)
- N. 5 - Terzetto Che bel suono! (Paolina, Luisella, Crespino)
- N. 6 - Aria Più non son la Paolina (Paolina)
- N. 7 - Finale I Che fa qui la Paolina? (Alfonso, Paolina, Giacobbe, Mirabolano, Eustachio, Tenente, Crespino, Coro, Comare, Luisella, Asdrubale, Aniello)

### Epoca seconda

#### Atto II
- N. 8 - Nonetto Siamo i figli d'Esculapio (Coro, Mirabolano, Asdrubale, Alfonso, Eustachio, Francesco, Eugenia, Tenente, Agatina, Crespino)
- N. 9 - Duetto Quegli occhietti neri neri (Tenente, Paolina)
- N. 10 - Cavatina Addò stanno i ccarne meje (Fabiana)
- N. 11 - Finale II Ciento che chisti juorne (Coro, Aniello, Luisella, Fabiana, Paolina, Crespino, Mirabolano, Eustachio, Tenente, Comare)

#### Atto III
- N. 12 - Duetto Suicida forsennato! (Comare, Crespino)
- N. 13 - Preghiera Ciel pietoso, ciel clemente (Paolina, Luisella, Aniello, Fabiana, Coro)
- N. 14 - Finale III Sien grazie fervide (Coro, Fabiana, Paolina, Luisella, Aniello, Crespino)